# Pannie Kianzad
Pannie Pantea Kianzad (Ahvaz, 8 de dezembro de 1991) é uma lutadora sueco-iraniana de artes marciais mistas, luta na categoria peso galo feminino do Ultimate Fighting Championship.

## Carreira no MMA

### Ultimate Fighting Championship
Kianzad enfrentou Macy Chiasson na final do The Ultimate Fighter 28 Finale. Ela perdeu por finalização no segundo round.
Kianzad não recebeu um contrato com o UFC após a derrota na Final do TUF 28.

### Carreira Pós-UFC
Em sua primeira luta após sair do UFC, Kianzad enfrentou Iony Razafiarison em 11 de maio de 2019 no Super Challenge 19. Ela venceu por decisão unânime.

### Volta ao Ultimate Fighting Championship
Kianzad substituiu Melissa Gatto contra Julia Avila em 6 de julho de 2019 no UFC 239: Jones vs. Santos. Ela perdeu por decisão unânime.
Kianzad enfrentou Jessica Rose-Clark em 9 de novembro de 2019 no UFC Fight Night: Zabit vs. Kattar. Ela venceu a luta por decisão unânime.

## Cartel no MMA
| Cartel no MMA   |             |            |
| 20 lutas        | 15 vitórias | 5 derrotas |
| Por nocaute     | 3           | 1          |
| Por finalização | 0           | 2          |
| Por decisão     | 12          | 2          |

| Res.    | Cartel | Oponente           | Método                  | Evento                                     | Data       | Round | Tempo | Local                 | Notas                                                                             |
| ------- | ------ | ------------------ | ----------------------- | ------------------------------------------ | ---------- | ----- | ----- | --------------------- | --------------------------------------------------------------------------------- |
| Vitória | 15-5   | Alexis Davis       | Decisão (unânime)       | UFC 263: Adesanya vs. Vettori              | 12/06/2021 | 3     | 5:00  | Glendale, Arizona     |                                                                                   |
| Vitória | 14-5   | Sijara Eubanks     | Decisão (unânime)       | UFC Fight Night: Thompson vs. Neal         | 19/12/2020 | 3     | 5:00  | Las Vegas, Nevada     |                                                                                   |
| Vitória | 13-5   | Bethe Correia      | Decisão (unânime)       | UFC on ESPN: Whittaker vs. Till            | 25/07/2020 | 3     | 5:00  | Abu Dhabi             |                                                                                   |
| Vitória | 12-5   | Jessica Rose-Clark | Decisão (unânime)       | UFC Fight Night: Zabit vs. Kattar          | 09/11/2019 | 3     | 5:00  | Moscou                |                                                                                   |
| Derrota | 11-5   | Julia Avila        | Decisão (unânime)       | UFC 239: Jones vs. Santos                  | 06/07/2019 | 3     | 5:00  | Las Vegas, Nevada     |                                                                                   |
| Vitória | 11-4   | Iony Razafiarison  | Decisão (unânime)       | Superior Challenge 19                      | 11/05/2019 | 3     | 5:00  | Estocolmo             | Volta ao Peso Galo.                                                               |
| Derrota | 10-4   | Macy Chiasson      | Finalização (mata leão) | The Ultimate Fighter: Heavy Hitters Finale | 30/11/2018 | 2     | 2:11  | Las Vegas, Nevada     | Estreia no UFC; Final do The Ultimate Fighter 28.                                 |
| Vitória | 10-3   | Kerry Hughes       | Decisão (unânime)       | Danish MMA Night: Vol. 1                   | 09/06/2018 | 3     | 5:00  | Brøndby               |                                                                                   |
| Vitória | 9-3    | Bianca Daimoni     | Decision (unânime)      | Invicta FC 29: Kaufman vs. Lehner          | 04/05/2018 | 3     | 5:00  | Kansas City, Missouri | Performance da Noite.                                                             |
| Derrota | 8-3    | Sarah Kaufman      | Decisão (unânime)       | Invicta FC 27: Kaufman vs. Kianzad         | 13/01/2018 | 3     | 5:00  | Kansas City, Missouri |                                                                                   |
| Derrota | 8-2    | Raquel Pa'aluhi    | Finalização (mata leão) | Invicta FC 21: Anderson vs. Tweet          | 14/01/2017 | 1     | 3:40  | Kansas City, Missouri |                                                                                   |
| Derrota | 8-1    | Tonya Evinger      | Nocaute Técnico (socos) | Invicta FC 14: Evinger vs. Kianzad         | 12/09/2015 | 2     | 3:34  | Kansas City, Kansas   | Luta não válida pelo cinturão; Kianzad não bateu o peso.                          |
| Vitória | 8-0    | Jessica Rose-Clark | Decisão (unânime)       | Invicta FC 13: Cyborg vs. Van Duin         | 09/07/2015 | 3     | 5:00  | Las Vegas, Nevada     |                                                                                   |
| Vitória | 7-0    | Eeva Siiskonen     | Decisão (unânime)       | Cage Warriors FC 74                        | 15/11/2014 | 5     | 5:00  | Londres               | Estreia no Peso Galo; Ganhou o Cinturão Peso Galo Feminino Vago do Cage Warriors. |
| Vitória | 6-0    | Megan van Houtum   | Nocaute Técnico (socos) | Cage Warriors FC 71                        | 22/08/2014 | 3     | 2:17  | Amman                 |                                                                                   |
| Vitória | 5-0    | Annalisa Bucci     | Decisão (unânime)       | Superior Challenge 10                      | 03/05/2014 | 3     | 5:00  | Helsingborg           |                                                                                   |
| Vitória | 4-0    | Milana Dudieva     | Decisão (unânime)       | ProFC 50                                   | 16/10/2013 | 3     | 5:00  | Rostov-on-Don         |                                                                                   |
| Vitória | 3-0    | Lina Länsberg      | Nocaute Técnico (socos) | Trophy MMA 1                               | 29/12/2012 | 3     | 4:44  | Malmö                 |                                                                                   |
| Vitória | 2-0    | Cheryl Flynn       | Nocaute Técnico (socos) | Vision FC 5: Finale                        | 01/12/2012 | 1     | 2:50  | Estocolmo             |                                                                                   |
| Vitória | 1-0    | Helin Paara        | Decisão (unânime)       | MMA Raju 9                                 | 14/04/2012 | 3     | 4:00  | Tallinn               | Estreia no Peso Pena.                                                             |